# 骑楼

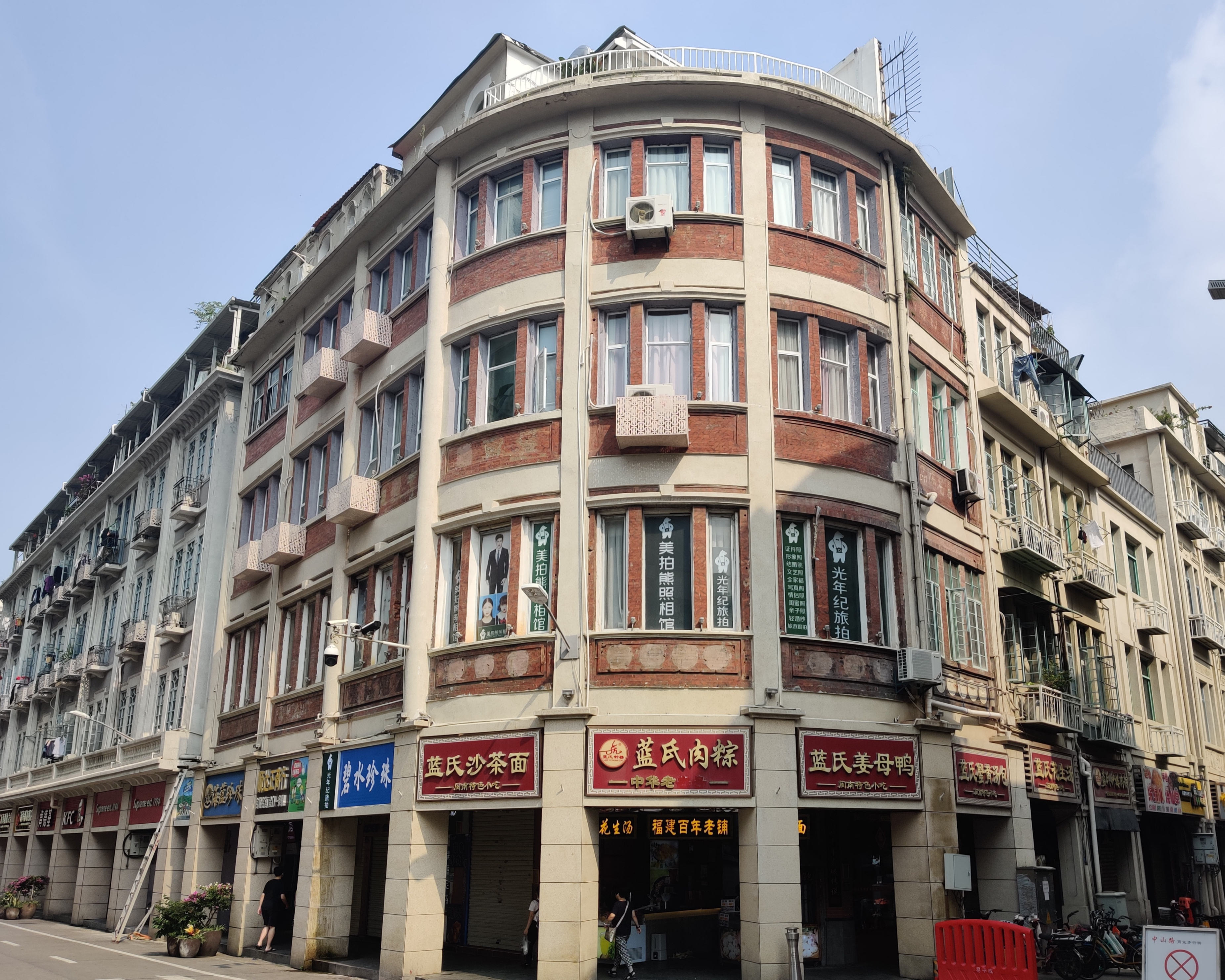
厦门中山路的骑楼

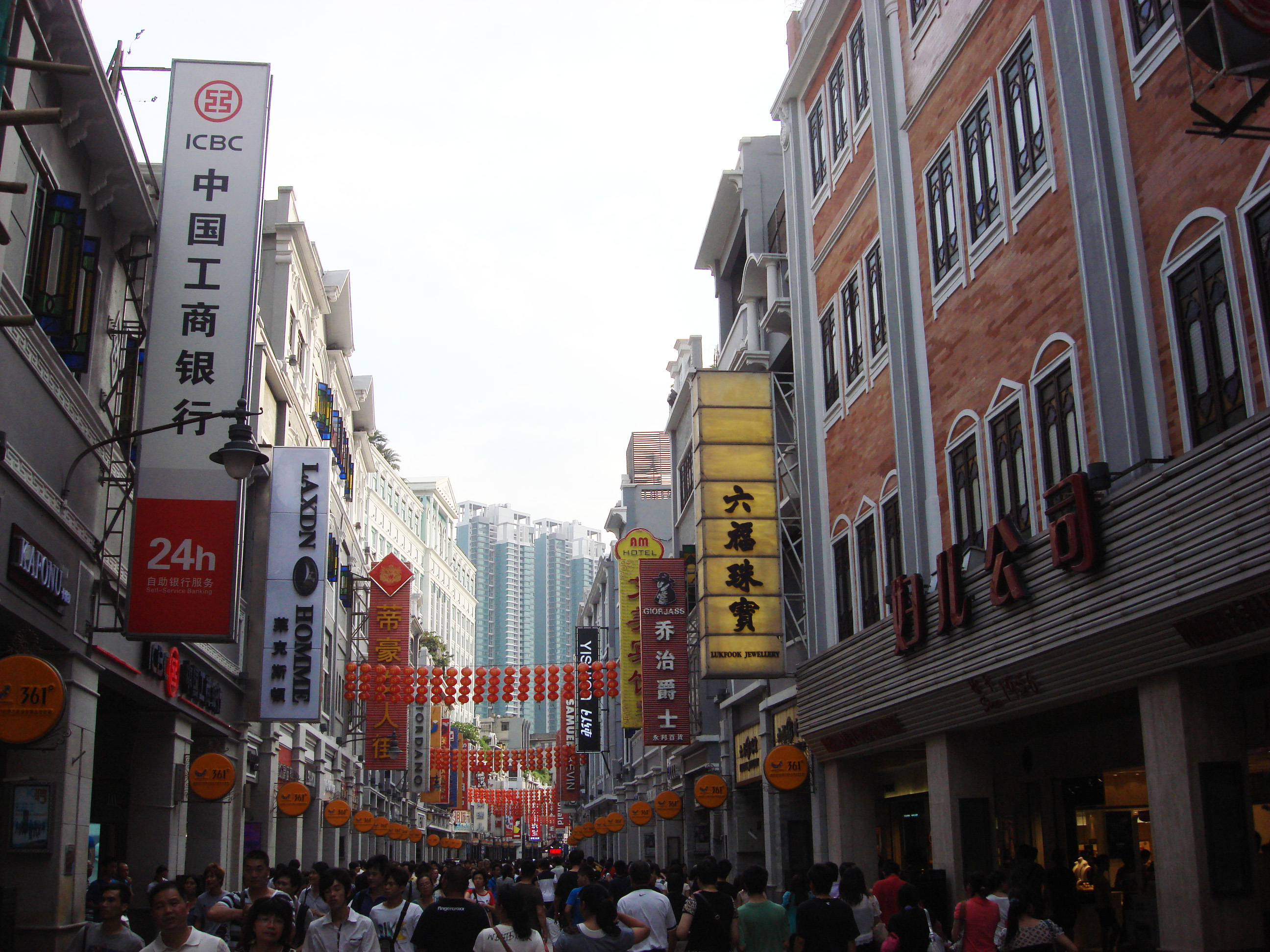
廣州上下九路的騎樓

騎樓是一種外廊式建築設計。建築物一樓臨近街道的部分建成行人走廊，走廊上方則為二樓的樓層，猶如二樓「騎」在一樓之上，故稱為「騎樓」。
在華人地區，騎樓具有浓厚的華南特色的建筑設計，用於店屋建築。现时華人地區的骑楼一般地下（一楼）用于经商，二楼以上住人。騎樓既可防雨防晒，又便于展示橱窗，招徕生意。
在台灣，自日治時期之1900年起，建築法規、都市計畫法規、縣市之建築自治條例強制規定一定要件下建築物須設騎樓或無遮簷人行道。道路交通管理處罰條例並將騎樓列入「道路」以及「人行道」加以管制。因此，騎樓在台灣等同於私有公用之公共人行道，其所有權人不得占用或停放汽車或妨礙他人通行。

## 名字
騎樓在粵語中被稱為「露臺」、「唐樓」（英語：Tong lau）），在東南亞被称为五脚基（英語：Five-foot way）（源自馬來西亞華人對騎樓的稱呼），在台灣被稱為亭仔跤（或作亭仔腳），在客家話中被稱為店亭下。

## 起源

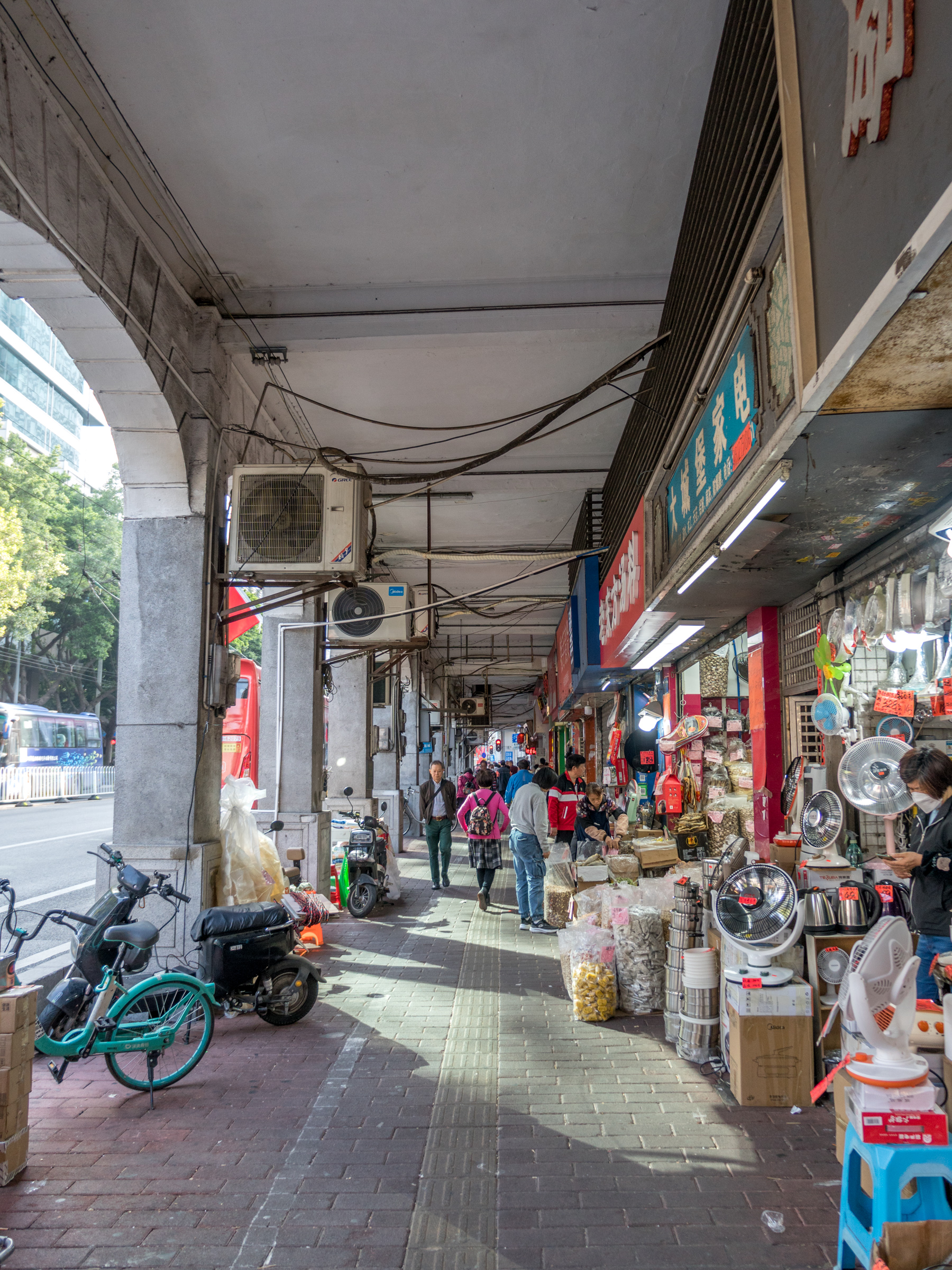
广州市中山六路骑楼下方的人行走廊

18世纪下半叶，英国人来到印度東部加爾各答的貝尼亚普库尔（Beniapukur）鄰里社區，这里的气候十分炎热，英国人极不适应。于是，他们在住宅前加了一个外廊以遮强光，造成较为凉爽的环境，很快被当地人效仿，英文“veranda”一字是來自葡萄牙語「varanda」，而「varanda」一詞則來自贝尼亚普库尔方言，英国人称之「廊房」（langfang）。这种以遮阳为主要功能的（外廊式建筑），随着英国殖民势力范围的不断扩大，经由南亚、东南亚、东北亚而至中国。在鸦片战争后传入香港、廣州，然後再北上到厦门及西入廣西，由此可见，骑楼建筑是欧陆建筑与东南亚地域特点相结合的一种建筑形式。
類似建築為傳統的抱廈（廍口、敞軒），華北地區多半有屋頂，華南地區則多做廊屋，最大的區別為抱廈不若騎樓上有另外的生活居住空間等建築為單層廊。

## 分布

### 中國大陸

#### 广东省

##### 广州

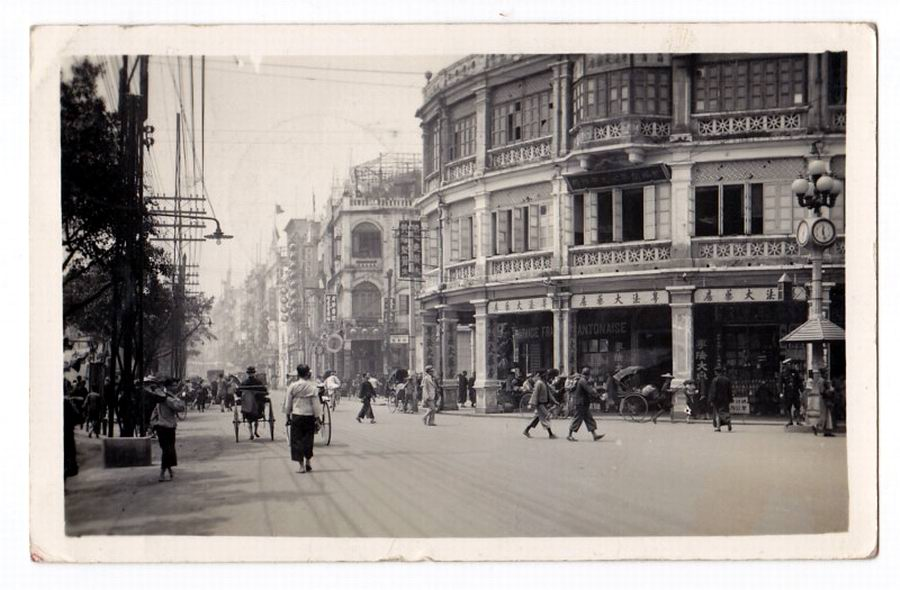
靖海路及長堤大馬路的騎樓

廣州騎樓的大規模建設始於20世紀20年代，形式多样，保存完整，是粤派骑楼的代表，在民國11年《廣州市內不準建築騎樓之馬路表》和民國19年《取締建築章程》的引導下形成了持續到現今的格局。20世紀90年代時期廣州市政府沉迷於大型建設，先後拆除了包括中山路、寶華路、解放路和六二三路的大量騎樓，造成了無可挽回的歷史景觀破壞。進入21世紀後，廣州政府對騎樓街區的拆遷進行了嚴格的限制，正在編撰的《廣州市歷史文化名城保護規劃》里，對騎樓街區的保護便佔據了相當大的篇幅。
广州市区内现存的骑楼街总计有36条，长度达20多公里，集中分布在老街区约10平方公里的范围内，如荔湾区的人民路、上下九、第十甫路、长寿路、恩宁路、龙津路、长堤；越秀区文明路、德政路、豪贤路、文德路、东华东路和东华西路的北京路、大南路、一德路、起义路、海珠路等。此外，海珠区的同福路、南华东、南华中、南华西也有一部分。

##### 东莞

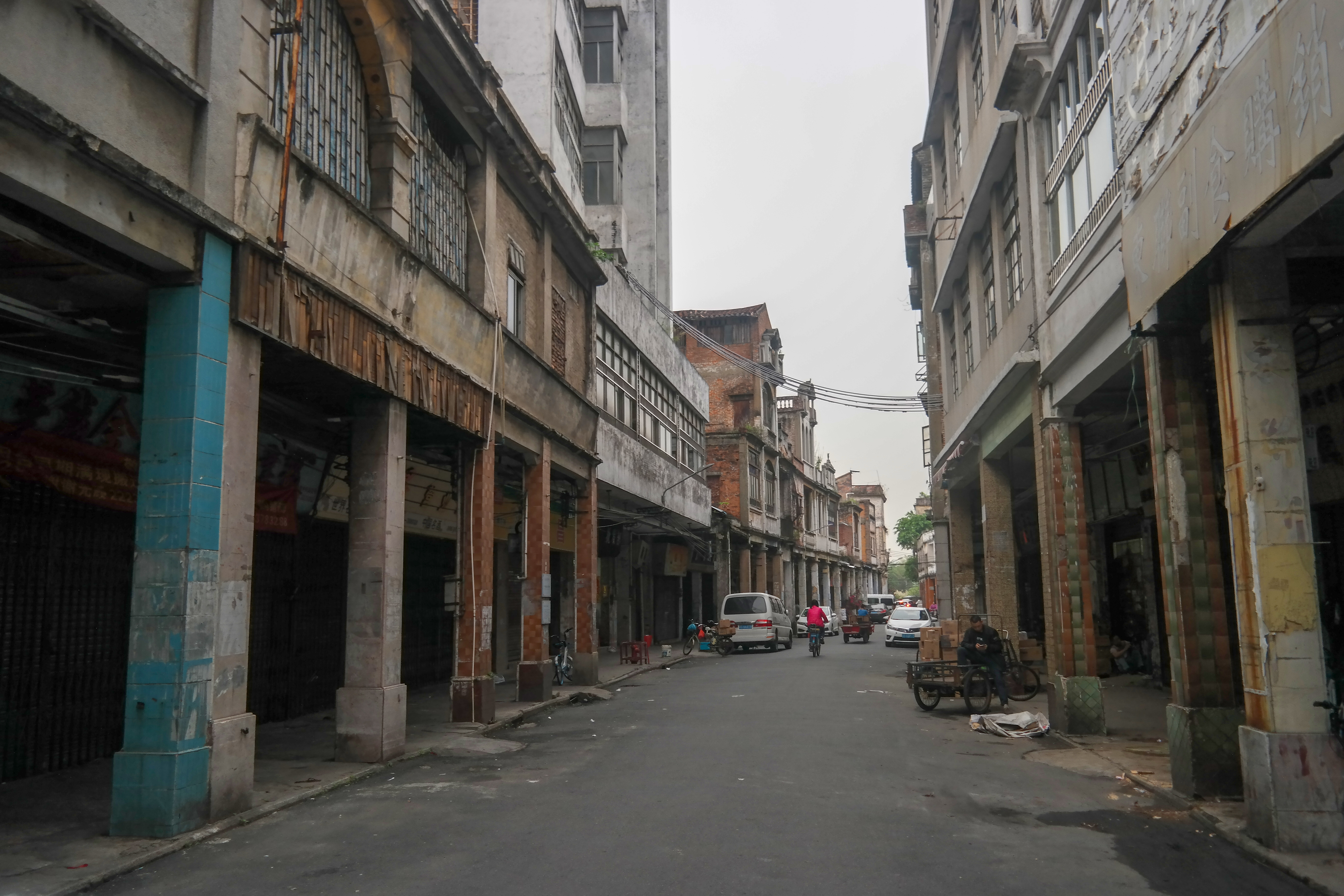
东莞市中兴路骑楼

位于东莞市莞城区，中兴路——大西路古建筑群，以及市桥路一带设置有骑楼。

##### 江门

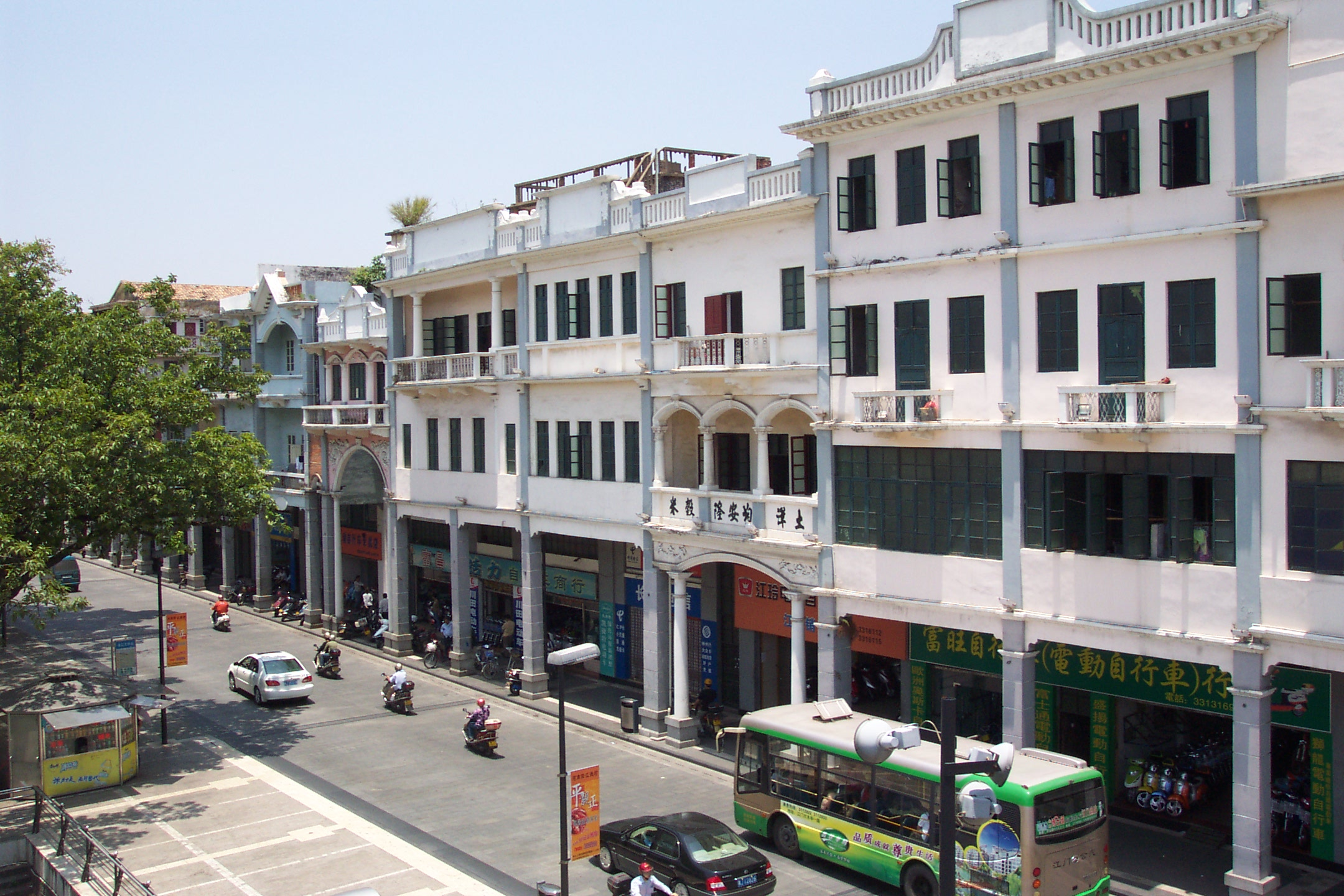
江門市長堤路騎樓

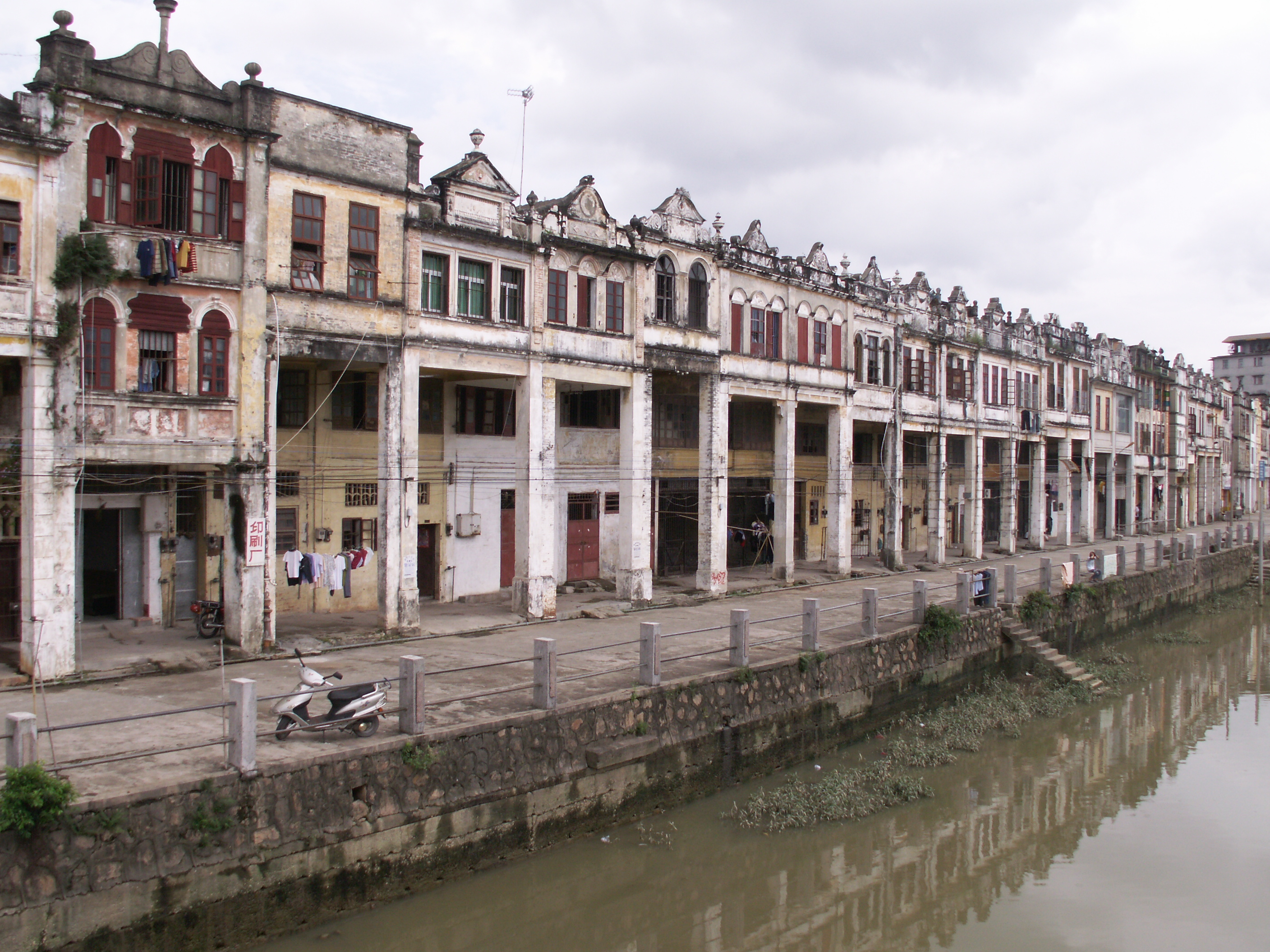
開平赤坎騎樓

民国时期，由于华侨投资以及工商业发展，江门五邑地区成为广东省乃至是国内数一数二的经济发达地区，因此骑楼在江门地区有大范围分布。江门市区也有骑楼，现部分已成为江门长堤风貌街。
縣級市台山因華僑投資下，騎樓有比較多的西洋風格，但又缺乏修繕保養，而逐漸古舊。台山市政府驻地的台城街道，在民国时期被誉称为“小广州”与“西方建筑艺术博物馆”，拥有超过18公里长的骑楼街，骑楼建筑高二至四层，超过一千五百栋。在此之中，这些骑楼以中式元素为主，也大量融合了装饰派艺术、古罗马式、古希腊式、巴洛克式、洛可可式、文艺复兴式、哥特式、西方古典主义、伊斯兰式、拜占庭式、现代主义式、南洋式、中葡式、中国传统檐廊式等数十种风格的元素，中西合璧，可谓是“粤洋折衷”，其风貌在当时中国国内乃至是亚洲独树一帜。除此之外，这些骑楼建筑大量采用了英国的红毛泥、德国的钢铁、西洋花纹地砖、意大利彩色玻璃等舶来建筑材料和混凝土技术，坚固、耐用、美观；亦有部分骑楼采用岭南特色的青砖，少数采用红砖。台城骑楼街区规模之大，囊括样式之多，在中国国内超过梧州、汕头、厦门等地，能与国内之广州、以及意大利博洛尼亚、帕多瓦、都灵等地相媲美。
在台山市端芬镇，兴建于1931年，作为贸易市场的汀江墟（又称梅家大院），因作为周润发主演电影让子弹飞的主要外景场地而闻名，其结构即为骑楼围成的回字形建筑。除此之外，端芬镇内亦有许多墟镇有骑楼分布，例如西廓墟、海口埠、大同市等地。
此外，有一定规模的骑楼建筑群分布于新会会城、台山广海镇、原公益镇（已并入大江镇）、水步镇、大江镇、三合镇、白沙镇、斗山镇、四九镇，开平三埠、水口镇、赤坎镇，恩平恩城等等。

##### 汕头

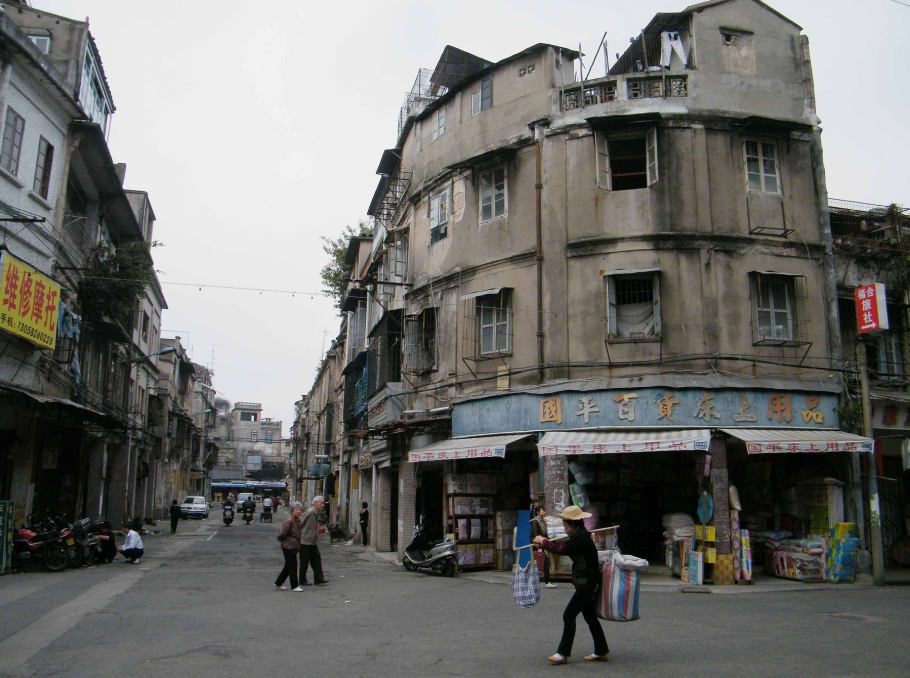
汕頭舊市區的騎樓

汕头市原升平区（现属金平区）几乎全是五脚砌，其规模在国内数位居前列，风格以巴洛克式、中葡式、南洋式为主。澄海区中山路(既当地人所谓的鞋街)两旁原也是五脚砌，但已拆毁改建。潮阳区棉城原也有五脚砌，但已难找寻。潮南区的两英镇（原县级单位南山管理局的驻地）镇区如紫云路，中山路，南京路等两旁都是五脚砌，陈店镇的中华路附近一带也有为数不少的五脚砌。

##### 潮州
潮州市湘桥区的传统商业街太平路、义安路、昌黎路、西马路临街建筑大多是五脚砌。

##### 揭阳
揭阳市榕城区中山路一带临街建筑大多是五脚砌。

##### 汕尾
汕尾市市区的三马路（又称大街）的建筑都是骑楼。

##### 中山

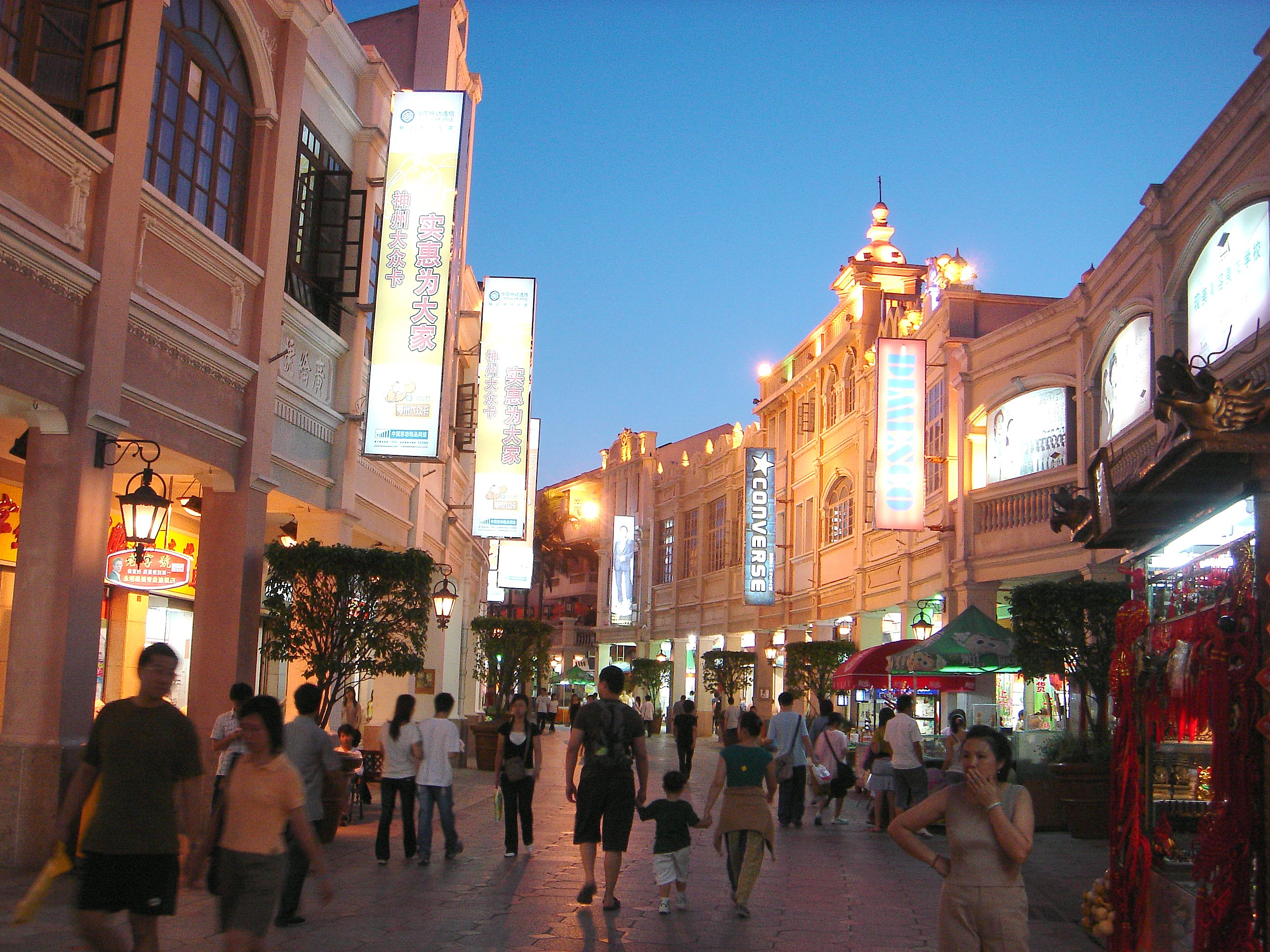
中山十景之老街新韵

「老街新韵」是指石岐区的孙文西路，这是一条从隋唐开始建立，共有八百年历史的老街。孙文西路古称迎恩街，1925年为纪念孙中山先生而改称孙文路。现存的这些老建筑多半建于清朝和民国时期，通常是一些回国的海外华侨所建，建筑风格是欧式殖民地建筑风格与岭南骑楼风格的混合体，在建筑学上被称为“南洋风格建筑”。当中的标志性建筑是“中国银行”钟楼和“思豪大酒店”，两楼是所有建筑当中最高最雄伟的。1997年开始，政府对孙文西路投入大量资金进行修缮，使其成为一个休闲，购物、娱乐的好去处，是如今中山最繁华的商业街之一。

##### 惠州
惠州市惠城区传统上的临界建筑大多是骑楼，目前保存比较多的是水东街。

#### 福建省

##### 厦门

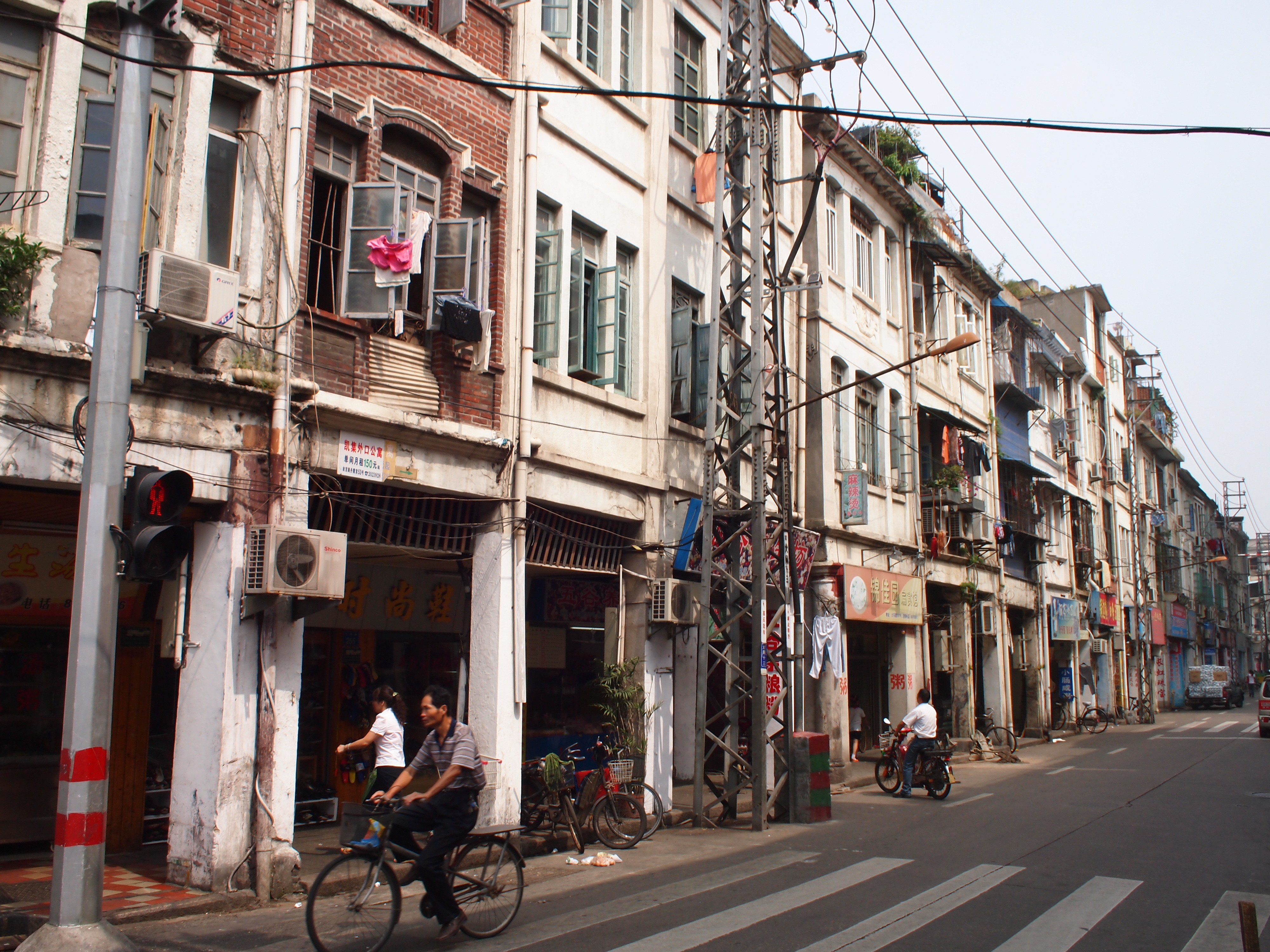
厦门大同路骑楼(摄于2010年)

1920年，厦门市政会在规划建设厦门的新城区时，以骑楼作为街市的主要形式，以粉红和乳白为主色调。与闽南其他城市的骑楼街道呈线状发展不同，厦门由于自身气候条件、商贸活动等特点，骑楼街道呈网状分布并在沿滨海港口区域逐渐形成骑楼街区：其中分布在南北走向的主要有两条，一是思明南路、思明北路，二是开禾路、横竹路、镇邦路及水仙路；分布在东西走向的主要有厦禾路、开元路、大同路、思明西路及中山路五条。如今由于旧城改造，厦门大部分骑楼要么被拆除，要么被翻修，仅中华街道、厦港街道、鹭江街道仍有成片骑楼遗存。

##### 泉州
泉州中山路形成历史悠久，至上世纪20年代修建成列柱式骑楼建筑，全长约2.5公里，蕴含着丰富的建筑文化，既结合泉州民居的传统特色，又融入海交文化的建筑精华，是历史上中西合璧的成功范例，具有很高的艺术价值和学术价值。2000年，为了保护这条著名的中山路古街历史风貌，泉州市政府启动实施“中山路整治与保护”项目。2001年，此项目获得联合国教科文组织亚太地区遗产保护优秀奖，这是福建省建筑物首次获此殊荣。评审团充分肯定项目“一英里延伸保护”创造了新的典范。2010年泉州中山路入选中国十大历史文化名街。

##### 漳州
漳州旧城区亦有大量闽南式骑楼，它们建于1918年-1921年，是陈炯明、周醒南主持下漳州旧城改造的产物。

#### 廣西壯族自治區

##### 梧州
梧州也有类似广州风格的骑楼，并且现存骑楼街道22条，总长7公里，最长的达2530米，骑楼建筑560幢。梧州骑楼的重要特色是“水门”和“铁环”，在临街砖柱上有“铁环”，高低各一只。未建设防洪堤的年代，每到洪水季节，梧州通常会“水浸街”，沿街骑楼第二层普遍设有水门，为备洪水上街时方便居民出入之用，亦可以在水门放下竹篮向沿街巡游的售货小艇购买生活用品；临街砖柱上的铁环高低各一只，是为洪水时栓泊船艇缆绳所用。
现有梧州市骑楼城－龙母庙景区，为国家4A级景区。

##### 南宁
南宁老城区解放路、民生路、兴宁路、中山路、共和路均有骑楼分布。

##### 北海
北海亦有骑楼。

#### 上海市

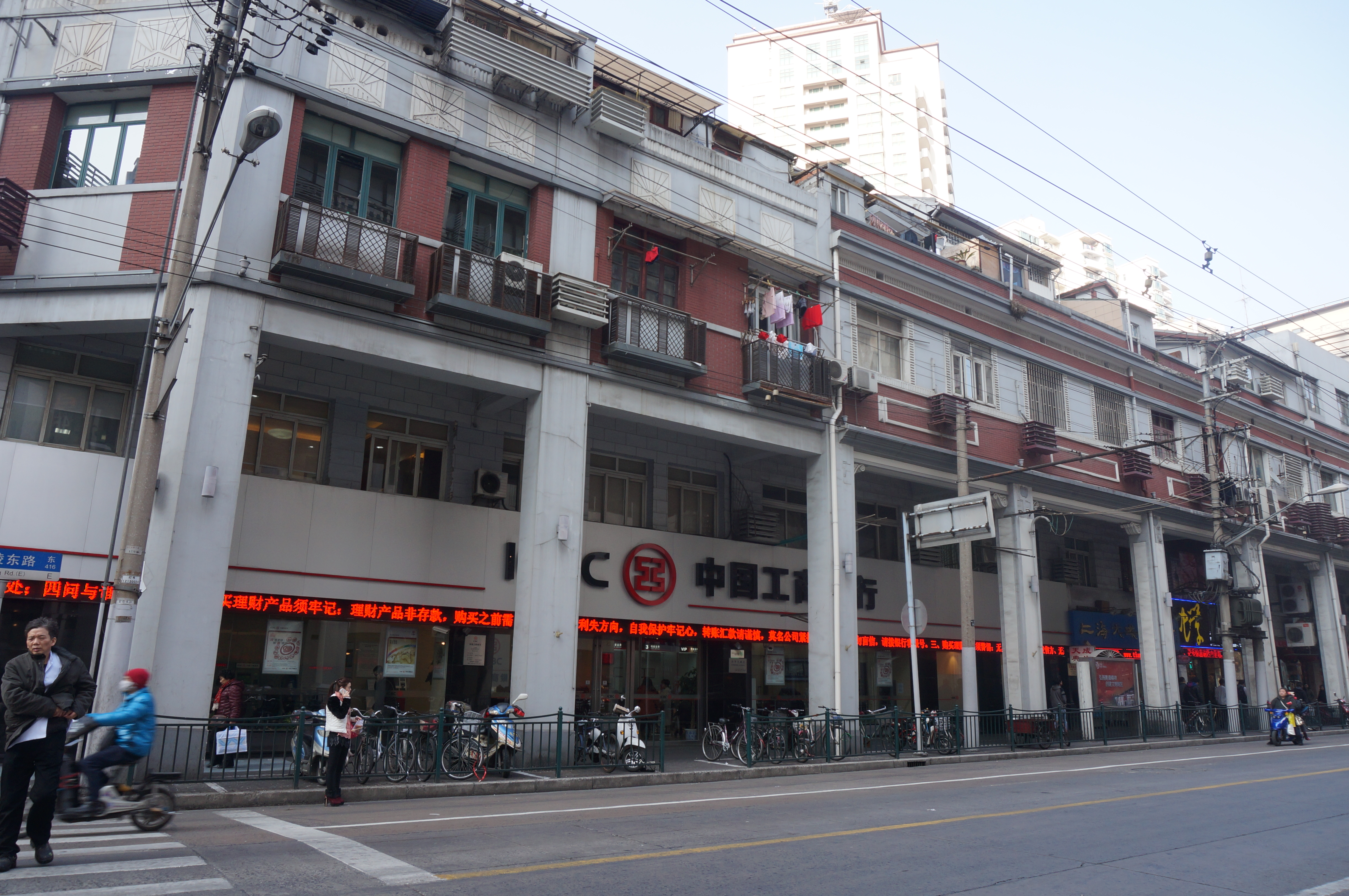
上海金陵东路上的骑楼

由于上海开埠以后，便有大批粤籍商人移民到上海，广东人曾经于太平天国之前，为上海第一大外来人口来源地，广东人一般多为上海社会的中产阶级和上层。直至20世纪30年代，上海的上层社会仍有许多广东人。大批广东人在上海兴办产业，因此骑楼在上海亦有一定规模。南京路的四大公司基本底楼都为骑楼风格，在上海金陵东路沿街都为骑楼建筑风格。

#### 海南省

##### 海口

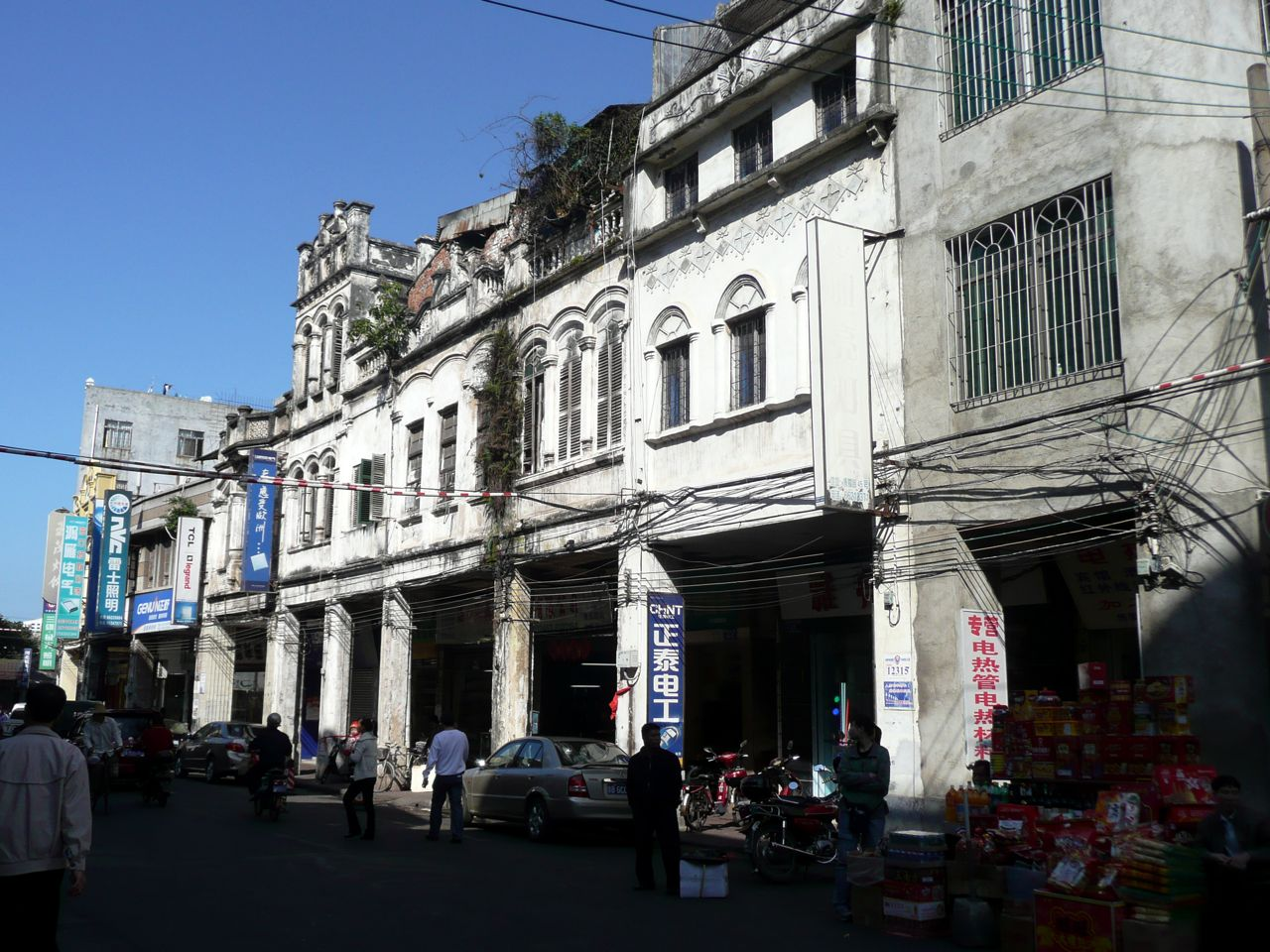
海口市騎樓

海口市中山路，水巷口，解放路一带，现为中国历史十大名街之一。

#### 湖北省

##### 武汉
汉口的中山大道车站路至黄兴路段、北京路段，胜利街以及保成路现存有骑楼建筑。

### 香港及澳門

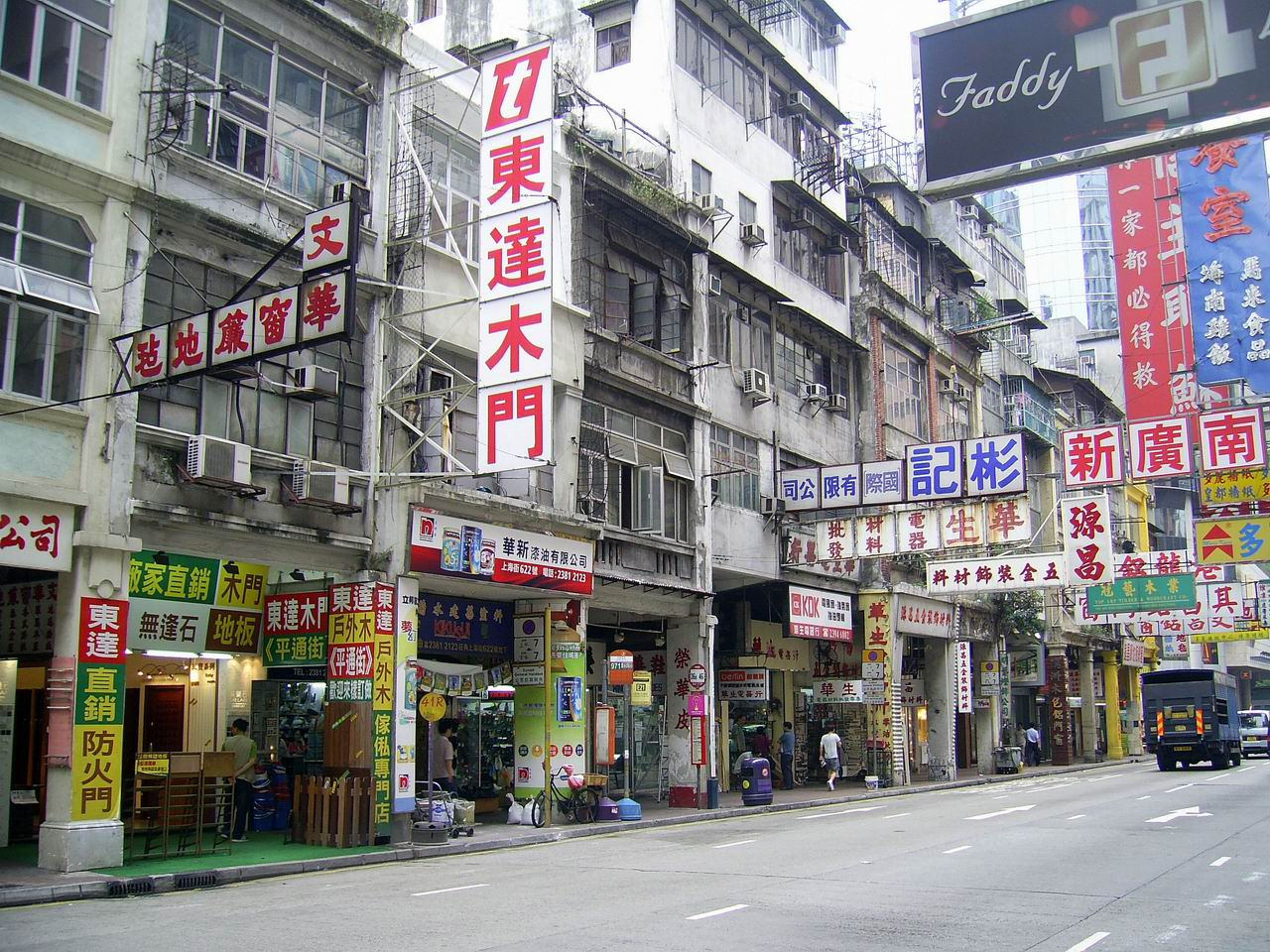
香港旺角上海街一列戰前騎樓

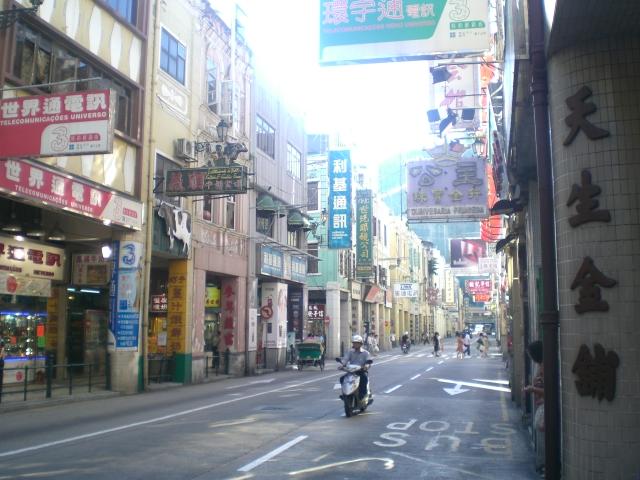
澳門新馬路唐樓

香港，舊屬廣東寶安縣，由於早年大批廣府人移居到香港，所以廣州騎樓的風格也帶到香港，主要是一些戰前唐樓、較早期的公共屋邨和1980年代前落成的私人屋苑，但因發展現在已經很少騎樓。
澳門新馬路兩旁亦滿是騎樓。

### 台湾

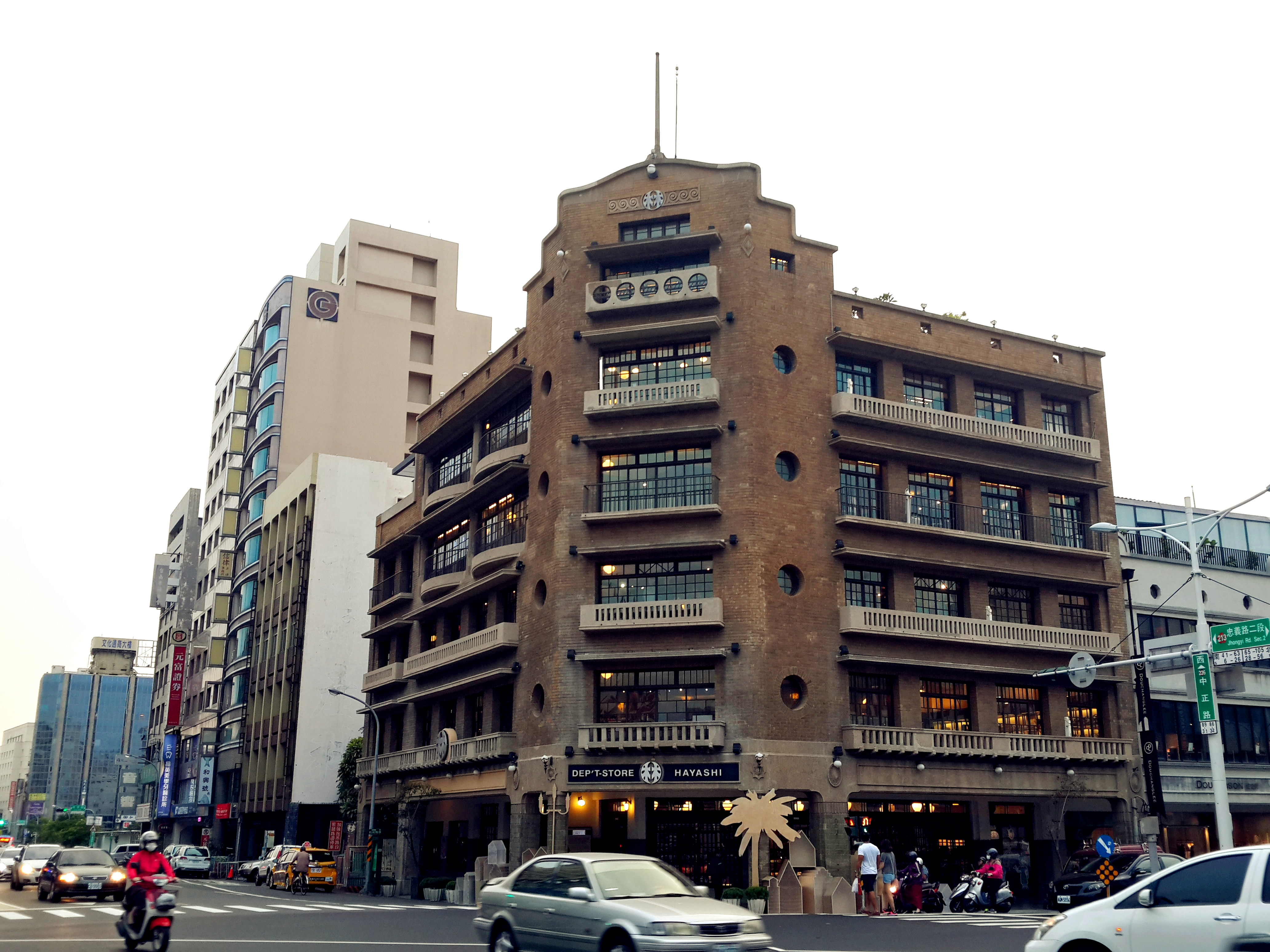
臺灣日治時期亦會設置「軒下道路」（騎樓）；圖為1932年落成之臺南市林百貨

在台灣，因為多雨、日照強的氣候，所以各市鎮普設騎樓，稱為「亭仔跤」或「亭仔腳」（臺語）或稱「店亭下」（客家話）。日治時期後日本人沿用此特色，並延續至今，當時稱為「軒下道路」。 台灣目前各地均有建築自治法規規定須設騎樓。

### 東南亞
在馬來西亞，騎樓被華人稱為五腳基，這是因為英國殖民時期法例規定廊寬五英尺（Feet），而英語「Feet」又可解作「腳」，故稱「五腳基」。而新加坡亦保留了不少類似的店屋，称中葡式建筑。

## 騎樓與無遮簷人行道
騎樓不分其產權是公有還是私有，在台灣均是須供公眾通行之人行道，應不得擺攤營利，更不能招惹行人交通便利。而且法令上，騎樓具有可取代公有人行道之正式地位，即內政部「市區道路及附屬工程設計標準」第7條規定：「道路應留設人行道。但道路寬度十二公尺以下，且路旁設有平整騎樓或無遮簷人行道者，得視實際需要設置。」
騎樓產權雖屬私有，但如同建築法規對於土地所有權之使用課以法定空地、建地或非建地、路口建築截角、建蔽率容積率、等等之限制般，台灣各縣市的建築自治條例多規定道路兩旁建築物必須設置騎樓或無遮簷人行道。也就是必須設置騎樓，不然就必須退縮建築，留設無遮簷人行道供大眾通行。此可溯源自1900年的【台灣家屋建築規則】，其規定沿路房屋應設置有遮簷之步道（亭仔腳），也就是今日的騎樓。關於騎樓規格構造之昭和12年【台中州都市亭仔腳規則】規定都市計畫區域內7.1米以上道路應設置亭仔腳或無遮簷之步道，即無遮簷人行道，也就是退縮建築而成之人行道。
因為騎樓被居民占用的情形很普遍，因此也有乾脆規定不設騎樓、一律退縮建築留設步道空間（如苗栗縣）。不過，沿路商家占用依法須留設之無遮簷人行道，充作「顧客停車場」甚至收費停車塲之情形也很普遍；前者違反道路交通管理處罰條例（占用道路），後者則違反「停車塲法」。

### 中央與縣市法規
1「臺北市土地使用分區管制規則」（民國100年5月24日制定，現行條文同）第87條規定「商業區內臨接寬度達八公尺以上道路之建築基地，其建築物應設置騎樓」，第91條規定「住宅區內經市政府指定之道路，應留設騎樓或退縮留設三．六四公尺無遮簷人行道」。
2「新北市騎樓及無遮簷人行道設置標準」第2條：「實施都市計畫地區建築基地，應依都市計畫內容設置騎樓或無遮簷人行道。   都市計畫無前項設置規定而建築基地符合下列情形者，應自道路境界線退縮三點五二公尺設置之：一、面臨之計畫道路寬度，於住宅區十公尺以上，商業區七公尺以上，市場用地七公尺以上。 二、市場用地以外之公共設施用地。
3 新竹市都市計畫區騎樓設置標準第2條：實施都市計畫內，下列各款之建築基地，應設置騎樓或無遮簷人行道： 一、面臨都市計畫道路寬度在七公尺以上之商業區及公共設施用地。二、面臨都市計畫道路寬度在十五公尺以上之住宅區及工業區。
4 苗栗縣騎樓沿街步道空間設置自治條例第2條：  實施都市計畫地區，臨接七公尺寬以上計畫道路之建築基地，應一律退縮建築，以留設沿街步道空間。但有下列情事者不在此限。  一、都市計畫說明書另有規定者。  二、配合城鄉新風貌規劃，經苗栗縣政府（以下簡稱本府）許可者。   三、面積狹小基地，符合台灣省畸零地使用規則第十條第一項規定，經本府許可者。  四、角地基地縱深未達七．五公尺之面。  五、兩計畫道路間之基地面臨七公尺寬以上之計畫道路已部分留設騎樓者。   六、因都市計畫用地之劃定逕為分割之建築基地深度小於十二公尺者。
5 台中市建築管理自治條例第17條規定：「臨接都市計畫內寬度七公尺以上計畫道路、人行步道、廣場之建築基地應設置騎樓或無遮簷人行道」。
6 彰化縣建築管理自治條例第19條：「都市騎樓、無遮簷人行道設置及退縮建築等之規定如下：  一、實施都市計畫地區建築基地，都市計畫或其他法令已有退縮建築規定者，從其規定，免再設置騎樓或無遮簷人行道；其它無退縮建築規定者，應依下列各目規定設置騎樓或無遮簷人行道。 （一）商業區、住宅區面臨七公尺以上計畫道路，應設置騎樓或無遮簷人行道。 （二）其他分區（農業區及保護區除外）或公共設施用地面臨七公尺以上計畫道路應設置無遮簷人行道退縮建築。但工業區依法容許作一般商業設施且面臨十公尺以上道路者，得設置騎樓。」第一項規定「都市計畫或其他法令已有退縮建築規定者，從其規定，免再設置騎樓或無遮簷人行道」，可知「退縮建築」可以取代騎樓或人行道，因此退縮地即用於行人通行之用，屋主不得主張其有土地所有權而占用（盆栽或停車）。
7 高雄市建築管理自治條例第15條規定「原高雄市轄區臨接寬度八公尺以上計畫道路之建築基地，除都市計畫或都市設計法令另有規定外，應依下列規定辦理：一、位於商業區及住宅區者，於建築時應留設三點九公尺以上之法定騎樓地或退縮騎樓地。二、位於第一款以外之地區者，於建築時應退縮三點九公尺。（第2項）前項第一款住宅區有下列情形之一者，應退縮三點九公尺以上建築。但為配合街廓整體景觀，經主管機關查勘而認有必要者，不在此限：一、中華民國八十八年十二月十五日後開始受理建築許可申請之重劃區、區段徵收地區或第三十三期、第四十期、第四十七期、第五十三期、第五十五期重劃區範圍內之建築物。二、建築技術規則所定之高層建築物或實施都市計畫綜合設計之建築物。   前項第一款退縮地之地面層，得自建築線起退縮三十公分以上後，設置圍牆或停車空間」。第18條規定：「原高雄縣轄區建築基地，除都市計畫或都市設計法令另有規定外，有下列情形之一者，於建築時應留設三點九公尺之法定騎樓地或退縮騎樓地：一、位於商業區或市場用地，且面臨七公尺以上計畫道路。二、位於住宅區，且面臨十五公尺以上之計畫道路」。
與民國98年的第九條相比：「前條建築基地，位於下列地區者，除都市計畫及都市設計另有規定外，建築時，應留設三點九公尺之法定騎樓地或無遮簷之人行道：一、商業區。二、市場用地或停車場用地。三、住宅區。 前項建築基地位於住宅區，有下列情形之一者，依前條之規定辦理。但為配合街廓整體景觀，經主管建築機關查勘而認有必要者，不在此限：一、民國八十八年十二月十五日後開始受理建築許可申請之重劃區或區段徵收地區。 二、建築技術規則所定之高層建築物或實施都市計畫綜合設計之建築物。   前項第一款退縮地之地面層，得自建築線起退縮三十公分後，設置圍牆或停車空間。」可知，高雄市法規逐年開了很多後門。第15條第2項但書是高雄市政府於88年12月15日以後在法規上開的大洞，並非一律應普設騎樓或退縮人行道供人通行。「退縮30公分後可設圍牆或停車空間」的規定，等同於廢除了供行人通行的騎樓制度的精神。
8 南投縣建築管理自治條例第14條:「面臨計畫道路之建築基地，其騎樓、庇廊或無遮簷人行道之設置，除都市計畫說明書另有規定從其規定外，其設置標準規定如下：一、商業區及市場用地面臨七公尺以上計畫道路之建築基地，應一律設置騎樓、庇廊或無遮簷人行道。但其他使用區或用地本府基於整體景觀之考量得另為必要之規定。二、騎樓之寬度自建築線起算應為四公尺。但日月潭特定區應為二公尺不設柱。三、騎樓淨高不得小於三公尺。但建有拱形者，起拱點淨高度不得小於二公尺......」。「但其他使用區或用地本府基於整體景觀之考量得另為必要之規定」的意思應該是商業區及市場用地以外之地區，如果縣府沒有另外公告特別規定的話，仍須留設騎樓。
9 內政部（適用於全國）建築技術規則第28條：「商業區之法定騎樓或住宅區面臨十五公尺以上道路之法定騎樓所占面積不計入基地面積及建築面積。 建築基地退縮騎樓地未建築部分計入法定空地」。
10 桃園市在未升格前，『桃園縣建築管理自治條例』第14條規定：「面臨計畫道路之建築基地設置騎樓或無遮簷人行道，由本府另定都市計畫騎樓設置標準。但都市計畫說明書另有規定者從其規定。」另外有『桃園縣都市計畫區騎樓設置標準』。105年桃園升格後，『桃園縣建築管理自治條例』改為『桃園市建築管理自治條例』，但『桃園縣都市計畫區騎樓設置標準』先於民國103年12月25日桃園市政府公告繼續適用，後來民國106年3月3日桃園市政府府法制字第1060042534號公告自105年12月25日廢止繼續適用。因此，「新建案的騎樓全部不見，無論是大基地的建商建案，或個人房屋改建，騎樓都可全部不留」「這是對建商或有心人大開方便之門，棄用路人的安全於不顧」。不過，各都市計劃區域的「土地使用管制要點」各自設有例如下面規定：「計畫區內各使用分區，臨接計畫道路未達15公尺者，至少退縮3.5公尺建築，臨接15公尺以上者，至少退縮4公尺建築;公共設施及公用事業用地，均應退縮4公尺以上建築，但基地情形特殊者，得依桃園市都市計畫地區基地情形特殊者退縮建築處理原則辦 理。 前項退縮部分得計入法定空地，不得設置汽車停車空間及圍牆，且該退縮部分應自道路境界線至少留設 1.5 公尺寬之植栽綠化，並優先種植喬木，其餘設置人行步道」。因此，退縮建築地不能停汽車、不能設圍牆，必須設置人行步道。換言之，建築物通常仍有設置「無遮簷人行道」的義務。違規占用的型態從常見的「騎樓違建違停」改成「退縮地違建違停」。
11. 道路交通管理處罰條例第3條規定：「本條例用詞，定義如下:  一、道路:指公路、街道、巷衖、廣場、騎樓、走廊或其他供公眾通行之地方。（......）  三、人行道:指為專供行人通行之騎樓、走廊，及劃設供行人行走之地面道路，與人行天橋及人行地下道」。因此，處罰條例中關於道路違規、人行道違規之罰則，也適用於騎樓。換言之，騎樓不可停放汽車、不可堆放雜物阻礙通行、非經許可不得設攤、不得為工作場所。違者將由警察舉發罰鍰並清除。

### 法定騎樓與私設騎樓
騎樓有「法定騎樓」與「私設騎樓」之別。依據建築規則或自治法規所必須設置之騎樓，均為法定騎樓（依法必須設置之騎樓）。「法定騎樓」一詞出現在「建築技術規則建築 設計施工編」第28條：「商業區之法定騎樓或住宅區面臨十五公尺以上道路之法定騎樓所占面積不計入基地面積及建築面積。建築基地退縮騎樓地未建築部分計入法定空地」。各地方政府的建築自治規則所規定應設置之騎樓（例如台中市住宅區7公尺以上道路即須設騎樓），亦為廣義之法定騎樓。私設騎樓則是法規沒有要求，但屋主自己設，例如道路才6米寬，依法規不用設騎樓，但屋主還是設了，或台北市住宅區未經市府制訂應設騎樓之路段所設之騎樓。以前法令有規定須設騎樓，後來法令改成不用設騎樓時，從前所設的騎樓，在當時是法定騎樓，除非有改建或新建，否則仍是法定騎樓，也就是判斷是否為法定騎樓之基準時，應係以興建時為準。
「法定騎樓」與「私設騎樓」之區別，在有無道路交通管理處罰條例適用之問題上，並非決定性因素。法定騎樓一定必須提供公眾通行，私設騎樓則若具有讓公眾通行之性質，屋主也不得占用。交通部110年10月6日交路字第1100028537號函文說明：「.........第3款『專供行人通行之騎樓』應係指是否屬供行人通行之性質認定，並未區分法定騎樓、私設騎樓或徒具騎樓形式之騎樓...」（新北地方法院行政訴訟判決110年度交更一字第14號）。依此，例如5米寬之道路，兩旁若設有騎樓，即為私設騎樓，但若建築目的是要供人通行，則屬道路交通管理處罰條例之人行道。
此外，台灣自日治時期就有建築物須設騎樓供人通行之規定。日治時期之1896年就有取締騎樓堆放雜物妨礙通行之規定。1900年實施「台灣家屋建造規則」規定馬路兩旁須設騎樓。
台灣在日治時期之昭和 11 年(1936)8 月 27 日總督府公佈的「台灣都市計劃令」中對建築物設置亭仔腳有明確規定(第 33 條:凡沿行政官廳所指定之道路，建造建築物者，應依規定設置亭仔腳或類似之設備。)。1933 年改正「臺灣家屋建築規則」之「施行細則」於該細則第 1 條增列第 2 項:「步道及步道之建築物坪數，均不計入前項之基地坪數及建物坪數之內」，此即今日所謂「騎樓之建蔽率、容積率優惠」初創之法源（陳振福，從財產權觀點分析騎樓管制問題，立德管理學院地區發展管理研究所碩士論文，9頁）。因此，台灣所有日治時期都市計畫區域內之建築物之騎樓，均是依照當時法令所設、供公眾通行之法定騎樓。

### 未建築空地之騎樓地（無遮簷人行道）
騎樓或無遮簷人行道多規定在建築法規，如果是尚未建築的空地，於其應設置騎樓或無遮簷人行道之空地上，依建築法不得設置圍牆圍住（依建築法7條，圍牆是「雜項工作物」，其興建須申請建築執照；建築法28條。「雜項工作物」也是「建築物」；建築法4條）。
騎樓地（無遮簷人行道）既然不能設置圍牆，申請設置圍牆亦不應准許，須退到騎樓地後才能設置圍牆，因此即可認為空地上在相當於法規所要求之騎樓地（無遮簷人行道）之範圍，先天上須淨空以供人通行，而具道路之性質，警察即應依道交條例取締違停。於高雄地院107交337號行政判決：「客觀上可認定原告有停放車輛在依原核准圖說規劃為騎樓退縮地的事實。（三）然而，就原告違規的主觀要件部分，上開地點依照原核准使用圖說，雖然設有騎樓退縮地，但實際上是做停車場使用，並沒有建物存在，原告停車的地方是在一大片停車場的外緣，主觀上能否預見停放地點為騎樓退縮地、供行人通行之用的道路，已經有合理懷疑。其次，原告曾於106年5月9日、同年月26日，以相同地點有其他人違規停車為由，向舉發機關提出檢舉，一共9件；舉發機關均回覆『非屬道路範圍，舉發有爭議，故無法舉發』；原告曾於106年4月6日在相同地點因違規停車而遭舉發，事後舉發機關仍以『該地非屬道路範圍（私人土地），員警舉發顯有瑕疵』為由，發函被告自行撤銷舉發。從上開過程看來，原告從舉發機關獲得的資訊，顯然主觀上會認為上開地點可以停車，原告並沒有違規停車的故意或過失」。亦即，在規劃為騎樓地之空地上停車，客觀上構成違規行為，但在該個案中，因爲違規人曾被警察明確告知，故法院認定違規人沒有故意過失。

### 騎樓不平與騎樓整平
騎樓是各別建築於其建造時各自依照建築自治法規所留設。建築法43條2項規定：「建築物設有騎樓者，其地平面不得與鄰接之騎樓地平面高低不平」。不過政府執法不嚴，可能出現相鄰建築的各個騎樓地面高低不同的情形，特別有些故意墊高騎樓，造成行人在通行騎樓時的不便，對於身心障礙者更是一大困擾。依台灣「市區道路條例」第9條之規定，騎樓不得高低不平，否則應由各地主管機關命騎樓所有權人改善，不然科處罰鍰直到改善為止。然而政府不但用公款整平騎樓，為避免紛爭還要事先取得騎樓所有人同意，甚至還有所謂「事涉民眾同意權」的說法。不過市區道路條例第9條的規定，已經授權政府統一整平騎樓而不用各別取得地主同意；就算需要取得地主同意，政府依第9條請求地主同意，地主不同意的話是違反民法第148條「權利之行使，不得違反公共利益，或以損害他人為主要目的」，因此地主也不得不同意。

### 騎樓占用（路障）
騎樓空間被堆放物品、設攤及停車等情形十分普遍，這些應由警察機關依道路交通管理處罰條例處理。不過騎樓遭地主佔用停車或設攤，違反道路交通管理處罰條例之狀況十分普遍，台灣人的觀光客漸減，因連走路逛街都不舒適，尤以騎樓推銷商品最引發反感。但警察並不會主動取締。有台中警員因主動取締騎樓違停被議員施壓而遭警察局調職之例,但該員三更半夜沿路開單是否有身心方面問題也值得研議。有人通報110時警察會前往先行勸導，多次勸導無效也能開罰單，也有地主吃罰單後提起行政訴訟但敗訴之例。

### 騎樓施工
即便建築物施工，也要儘速讓騎樓暢通。各縣市有下面法規：
--臺北市建築物施工中妨礙交通及公共安全改善方案：
「十、（騎樓打通）：建築物應設置法定騎樓或指定應設置私設騎樓之施工場所，除騎樓地面應保持與前側人行道面順平外，應於二樓樓版混凝土灌注一個月內打通騎樓地並在騎樓內側加做圍籬，並不得堆置任何物品，以供公眾通行，案情特殊者，應先報由本府工務局建築管理處核准後始得延長。停工三個月以上之工地，應比照第七點打通供人通行。」
--新北市政府建築工程施工管理要點：
「十四、 建築物應設置法定騎樓之施工場所，除騎樓地面經核准者外，應保持與鄰側騎樓地及前側人行道面順平；並應於二樓樓板混凝土灌注一個月內打通騎樓及在騎樓內側加做圍籬，以供公眾通行。但鄰接地騎樓未打通前，或案情特殊經主管建築機關核准延長者，不在此限。」
--臺中市建築物施工管制辦法（民國101年05月07日廢止，同日公布「臺中市建築管理自治條例」以及新的「臺中市建築物施工管制辦法」，就沒有這規定）：
「第八條     法定騎樓之施工，應保持與鄰側騎樓地及前側人行道面順平，並於騎樓頂版混凝土澆置後二個月內打通騎樓及在騎樓內側加做圍籬，以供公眾通行。但工程特殊經本府都市發展處核准延長者，不在此限。」
--嘉義市建築物施工中管制要點：
「十、（騎樓打通）     建築物應設置法定騎樓之施工場所，除騎樓地面經核准者外，應保持與鄰側騎樓地及前側人行道面順平；並應於二樓樓板混凝土灌注一個月內打通騎樓及在騎樓內側加做圍籬，以供公眾通行，但鄰接地騎樓未打通前不在此限。」
--臺南市建築物施工中管制要點：
「十一、建築物應設置法定騎樓之施工場所，除騎樓地面經核准者外，應保持與鄰側騎樓地及前側人行道面順平；並應於二樓樓板或騎樓直上層混凝土灌注一個月內接通騎樓及在騎樓內側加做圍籬，以供公眾通行。但鄰接地騎樓未接通前不在此限。」
--高雄市建築施工注意事項：
「六、二樓頂板完成後一個月內，應即維持騎樓地或人行道之暢通，不得繼續堵塞。但設有臨時通道者不在此限。
臨時通道之淨寬至少一．三０公尺，淨高至少二．四０公尺，其使用材料應為鋼鐵料、木料或金屬料，須堅固安全美觀，其頂面應以鋼板設置（厚度一．五公厘以上），頂面側緣應設置二十公分寬以上之封板以防止物料墜落。」

### 騎樓停車
道交條例規定騎樓是人行道，因此禁止停車。
不過，立委葉宜津提案增訂第 90-3 條「在圓環、人行道、交岔路口十公尺內，公路主管機關、市區道路主管機關或警察機關得在不妨害行人通行或行車安全無虞之原則，設置必要之標誌或標線另行規定機車、慢車之停車處所」。從而，地方政府可以公告騎樓允許停放機車或慢車。
騎樓地屬私人所有，雖然道交條例授權縣市政府公告騎樓可停機車，但是騎樓地所有人依道交條例應該只有不得占用騎樓、須淨空供他人通行的義務，沒有提供騎樓地供人停機車的義務。換言之，供人通行與供人停車，對於所有權的限制（侵害）程度有別，騎樓地所有人沒有供人停車的義務。道交條例要求騎樓地主須供人通行是合憲，若進而要求騎樓地主須供人停車，可能是違憲。若認為私有騎樓地並無義務供公眾停車，則市府公告騎樓可以停機車，其意義只是騎樓地停機車並不違反道交條例而已，不能以此對抗騎樓地主之所有權。

### 騎樓違建（包括鐵捲門）
騎樓用圍牆、隔板或用鐵捲門圍住，依建築法屬於違章建築，須向各縣市建築管理單位檢舉違建並由政府拆除。但因占用道路（騎樓=人行道），同時違反道路交通管理處罰條例，警察也可取締。台灣常見透天厝（獨棟建築）沒有騎樓但有院子，實際上院子圍牆即為建築於應退縮作為無遮簷人行道上之違建，而應拆除。公務員對於違建不依法簽報拆除將違反貪污治罪條例（最高法院刑事大法庭109年度大上3214號裁定），同理，警察對於佔用騎樓不加以取締也將違反貪污治罪條例。不過台灣的違建很多，排拆在台中要等40年，在新北市要等17年。依內政部「違章建築處理辦法」11條之1，地方政府對騎樓違建「應訂定拆除計畫限期拆除」，也就是查報騎樓違建後必須設定一個期限後強制拆除。因此各地政府對於騎樓違建若僅「依序排拆」，實際上是違法行政。
臺灣騎樓政策是讓地主讓出原非屬可建築之空間，做為公眾通行的通道，地主可因此獲得比其他建物較高的建蔽率，增加室內使用空間，這一雙贏政策（屋主獲得更多室內空間，政府不用徵收土地建設人行道），因政府放任不管以及居民占用普遍，導致造成現在雙輸局面（屋主享用利益、民眾卻無人行道使用）。政府對於騎樓，有地價稅之優惠。但騎樓常被不當佔用，影響公共利益。建商住戶屋主依規定設計建物，取得建築執照，並於建造完成後取得使用執照，則建商住戶屋主即當然應依法令規定使用建物；建商住戶屋主心知肚明；騎樓之法令規定明確，法令規定騎樓係供公眾通行使用，建物設計騎樓有多寛，建商住戶屋主即必須提供原設計之寛度供公眾通行使用。此項，中央法規已明確規定，透明開放，國人可查可遵循。房地買賣無論轉幾手，權利義務亦一脈相承。但「民眾為增加房屋使用空間，常將自家騎樓築牆加裝鐵門，或將騎樓房屋供設攤營業使用，擺放與營業不可分離之生財器具；此不僅因防礙公共通行，將受道路交通管理處罰條例之處罰；且因已不符合供公共通行的減免原則，所以不能減免房屋稅及地價稅。」。
有指出，占用騎樓阻礙行人通行，迫使行人必須走上大馬路與汽機車爭道造成，對特別是嬰兒車、輪椅等行人造成危險（提高發生交通事故之危險），可能是違反台灣刑法185條之刑事犯罪。不過在台灣，檢舉騎樓阻礙常造成爭議,屋主停放自己機車或私人物品,未造成行人行進困難,也會造成個人的私怨檢舉。

### 沿街步道式開放空間
騎樓與退縮地之「無遮簷人行道」在法律規範上意義相同。類似於無遮簷人行道者，尚有沿街步道式開放空間，這是建築技術規則建築設計施工編第283條所規定：「本章所稱開放空間，係指建築基地內依規定留設達一定規模且連通道路供通行或休憩之左列空間：一、沿街步道式開放空間……二、廣場式開放空間……」。
「沿街步道式開放空間」是否與無遮簷人行道一樣，適用道路交通管理處罰條例，曾有不同見解。交通部曾有公文認為應由政府個案認定，即交通部100.04.28.交路字第1000026642號函認為：「「沿街步道式開放空間」是否適用上開規定納入管理，乃屬事實認定問題，仍由貴府本權責認定處理；若納入「道路」範圍，除應供公眾通行外，並宜由貴轄道路主管機關確定其交通管制設施及交通執法等事項，依現行交通法規予以納入管理。」
不過，100.04.29高雄高等法院判例則認為，「沿街步道式開放空間」如果「依一般社會經驗即可辨識係屬連通延路之人行步道以供公眾通行所用，而與供車輛行駛之道路有別」，即可認定是「供行人通行用之沿街步道式開放空間」「高雄85層大樓鄰近空地既屬供行人通行用之開放空間，即該當道路交通管理處罰條例規定之人行道。至系爭處所之所有權雖屬私人所有，然高雄85層大樓建築物因受容積管制，故提供開放空間連通延新光路或自強路之人行步道以供公眾使用，如此可以增加建築物高度來額外增加樓地板面積...足認系爭處所之土地所有權人顯已同意將系爭處所提供公眾通行使用及由高雄市政府管理，自不因系爭處所之所有權屬私人所有而認非屬道路交通管理處罰條例規定之人行道」，即便該處空地上「放置有盆景，並有計程車排隊等候載客」且未設有「人行道號誌」「禁止臨時停車號誌」，警察仍然可以取締違停。縣市政府也有明確公告者，如桃園縣政府101年5月18日府土工字第10101236821號公告：「公告事項：建築基地依建築技術規則設置之『沿街步道式開放空間』及依本縣各都市計劃土地使用分區管制要點設置『退縮空間』，為『道路交通管理處罰條例』第3條第1項第1款所稱『其他供公眾通行之地方』，納入『道路』管理」」。
由於法律解釋係法院之職權，法院解釋之效力位階高於行政機關（交通部）之解釋，因此大樓之「沿街步道式開放空間」是與騎樓/無遮簷人行道具相同地位之人行道，無論有無禁止停車之告示牌，均適用道路交通管理處罰條例，警察均應取締違停。
「苗栗縣騎樓沿街步道空間設置自治條例」則有「沿街步道空間」之用語，意義與「無遮簷人行道」相同。其第2條規定：「實施都市計畫地區，臨接七公尺寬以上計畫道路之建築基地，應一律退縮建築，以留設沿街步道空間。但有下列情事者不在此限：......五、兩計畫道路間之基地面臨七公尺寬以上之計畫道路已部分留設騎樓者」。